# Mieczysław Zub
Mieczysław Zub (ur. 10 października 1953 w Krzeczynie Małym, zm. 29 września 1985) – polski milicjant, seryjny morderca i gwałciciel, zabójca czterech kobiet. Działał w okolicach Rudy Śląskiej. Milicjanci nadali mu pseudonim Fantomas.

## Życiorys

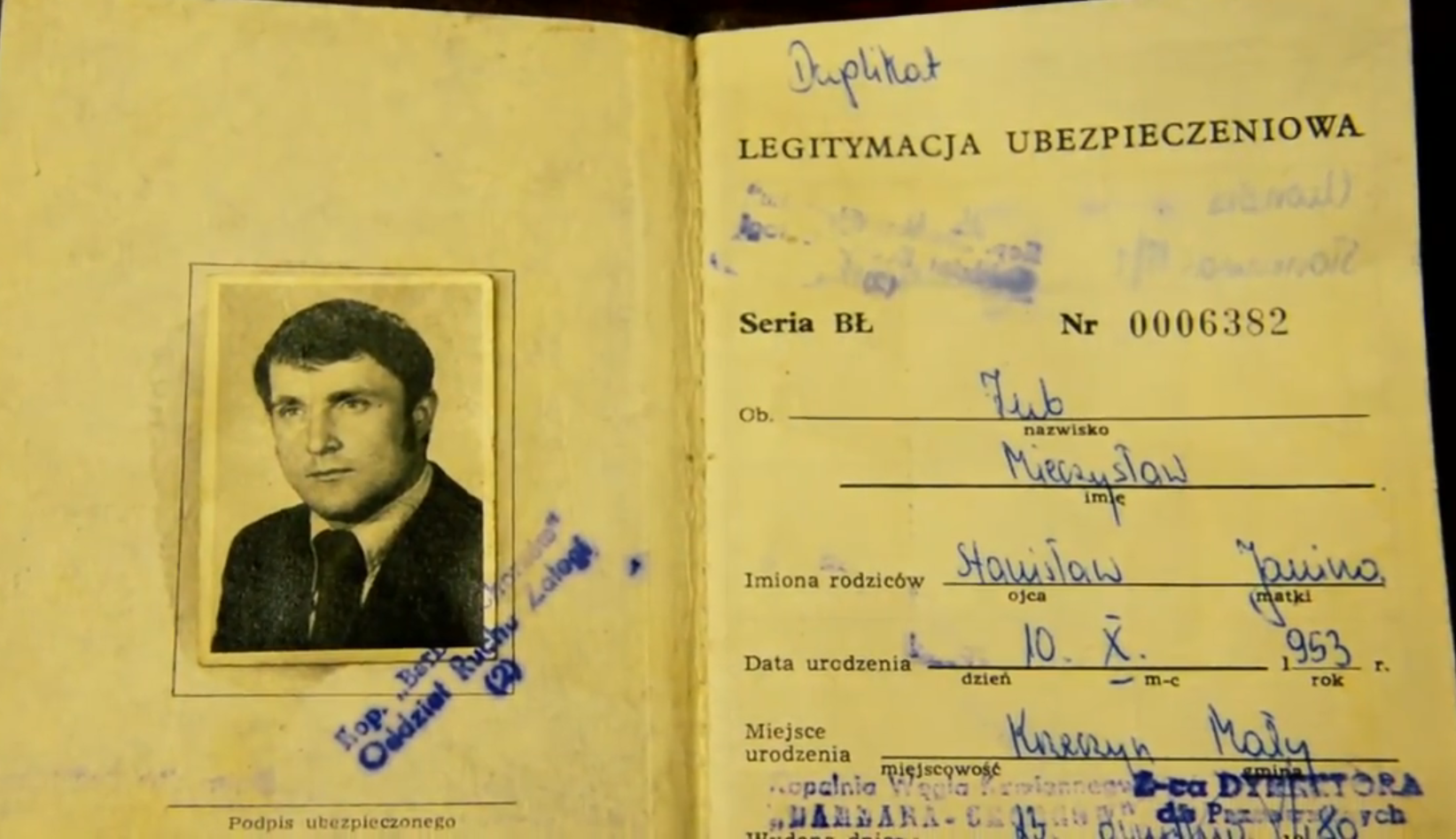
Legitymacja ubezpieczeniowa Mieczysława Zuba zgubiona na miejscu zbrodni w marcu 1983 roku

Mieczysław Zub na przełomie lat 70. i 80. XX wieku dopuścił się 4 morderstw i 13 gwałtów. Na początku swojej działalności kryminalnej Zub, będący z zawodu milicjantem, podczas popełniania przestępstw miał na sobie służbowy mundur, który sprawiał, że czuł się bezkarnie. Pierwszego napadu dokonał 29 listopada 1977 w Świętochłowicach. 14-letnią dziewczynkę zaciągnął do lasu pod pretekstem wyjaśnienia jakiegoś nieporozumienia. Tam przewrócił ją, położył się obok niej i ręką zatkał jej usta. Zagroził pistoletem i kazał się rozebrać. Milicja wszczęła w tej sprawie śledztwo, ale nie doprowadziło ono do żadnych ustaleń.
W latach 70. dokonał jeszcze kilku napadów na kobiety w przebraniu milicjanta, ale wkrótce zwolniono go za wykroczenia dyscyplinarne (co świadczy, że jego zachowania budziły wątpliwości u przełożonych). Po tym, jak go zwolniono, Zub przez dwa lata nie popełnił żadnego przestępstwa.
Na przestępczą drogę powrócił we wrześniu 1980. Zgwałcił wtedy młodą kobietę. Rok później Zub dopuścił się pierwszego morderstwa. 19 listopada 1981 w Rudzie Śląskiej zgwałcił i udusił 19-letnią dziewczynę w ósmym miesiącu ciąży. Do końca 1982 zamordował jeszcze trzy kobiety. W marcu 1983, w czasie kolejnego gwałtu, zgubił swą legitymację ubezpieczeniową z danymi osobowymi, adresem i fotografią. 8 marca 1983 Zuba zatrzymano, a w czasie przesłuchania przyznał się do wszystkich popełnionych zbrodni.
W czasie procesu Zub wielokrotnie znieważał sędziów, co chwilę trzeba było przerywać rozprawę i wyprowadzać oskarżonego. Ostatecznie skazano go na karę śmierci. W trakcie odczytywania wyroku Zub zniszczył kopnięciami ławę oskarżonych. W czasie przebywania w więzieniu nadal był niezwykle agresywny wobec otoczenia. Konieczne było zakuwanie go w specjalne kajdany i trzymanie w izolatce. 29 września 1985 popełnił samobójstwo. Miesiąc wcześniej również usiłował się zabić, ale bez powodzenia. Wieloletnią bezkarność Zuba według niektórych przesłanek można tłumaczyć faktem, że milicja w okresie jego działalności skupiała się na tropieniu innego seryjnego mordercy, Joachima Knychały (Wampira z Bytomia).
W 2021 nakładem Wydawnictwa Kryminalistycznego ukazała się pierwsza książka o Mieczysławie Zubie – „Fantomas. Mieczysław Zub – seryjny gwałciciel i morderca kobiet” autorstwa Andrzeja Gawlińskiego.

## Ofiary Mieczysława Zuba
| Lp. | Ofiara       | Wiek | Data morderstwa   | Miejsce morderstwa |
| --- | ------------ | ---- | ----------------- | ------------------ |
| 1.  | Jadwiga B.   | 19   | 19 listopada 1981 | Ruda Śląska        |
| 2.  | Elżbieta M.  | 25   | 3 marca 1982      | Katowice           |
| 3.  | Katarzyna B. | 16   | 18 listopada 1982 | Ruda Śląska        |
| 4.  | Elżbieta S.  | 23   | 6 stycznia 1983   | Sosnowiec          |